# کاهوی ماسه‌زار
کاهوی ماسه‌زار (نام علمی: Dudleya caespitosa) نام یک گونه از تیره گل‌نازیان است.

## نگارخانه

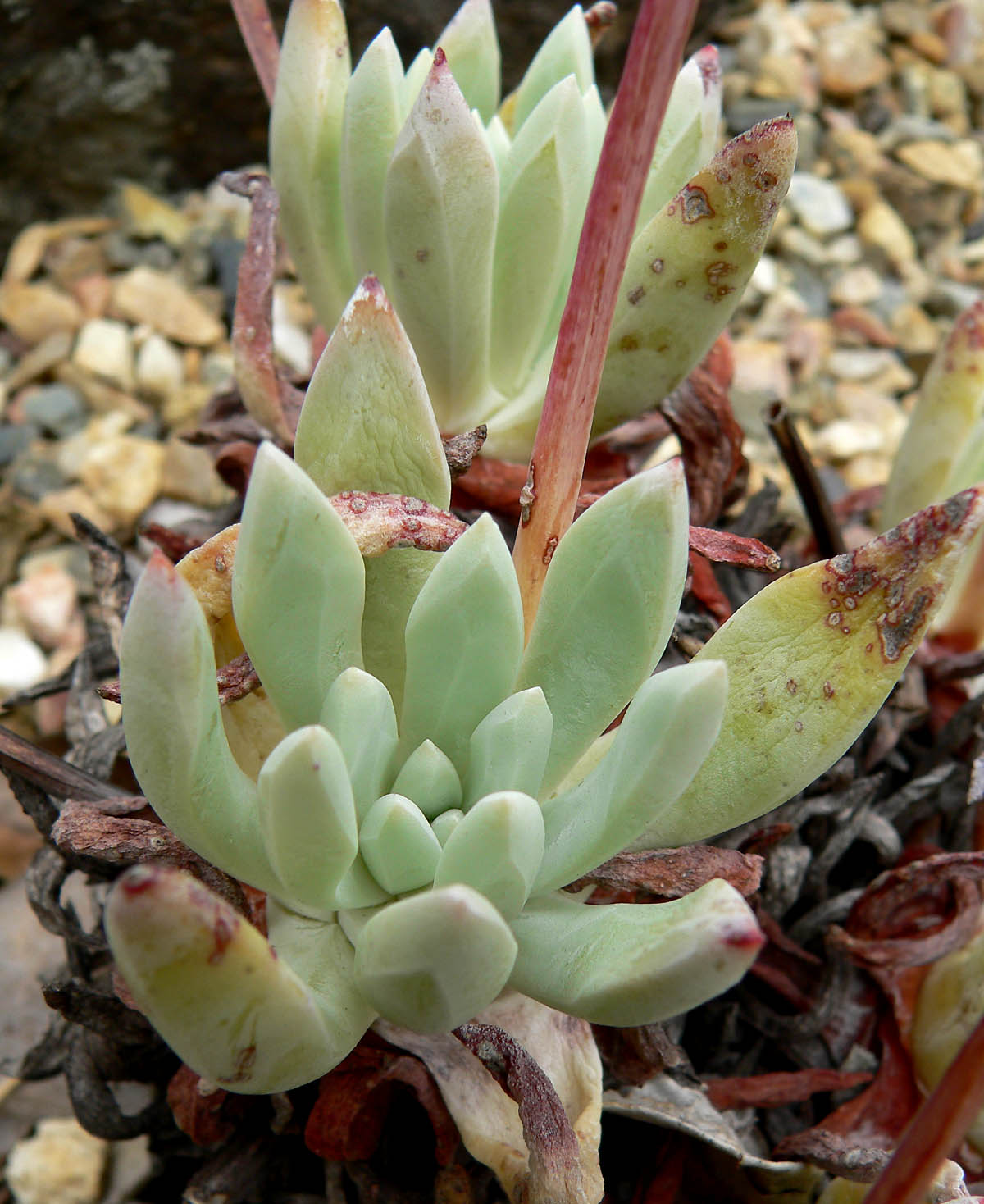
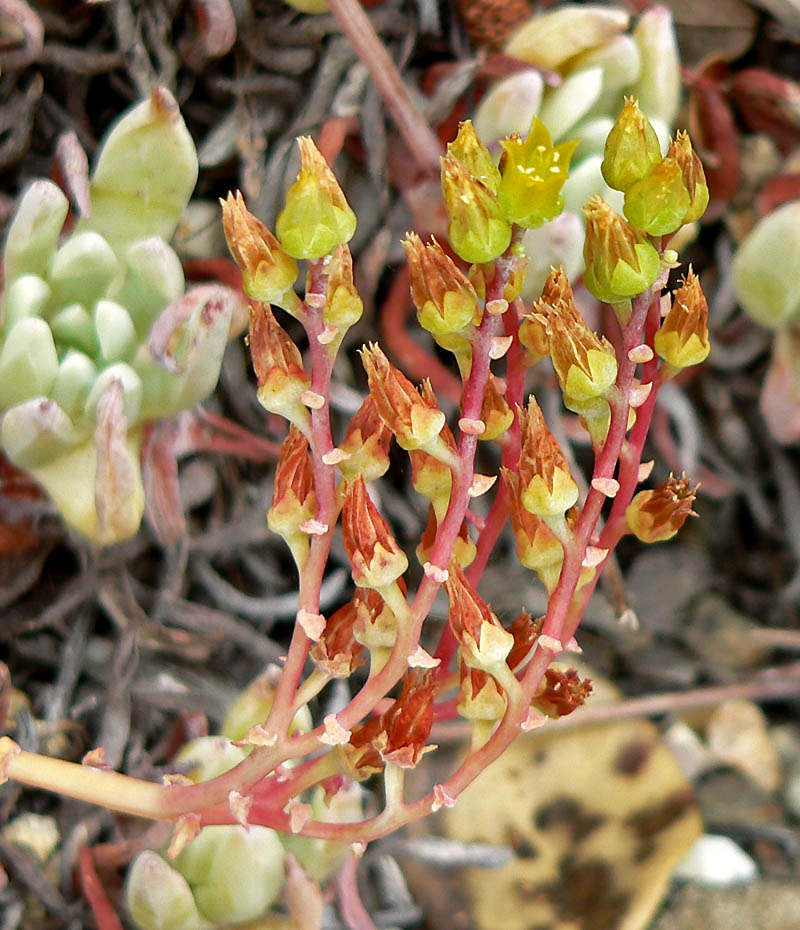
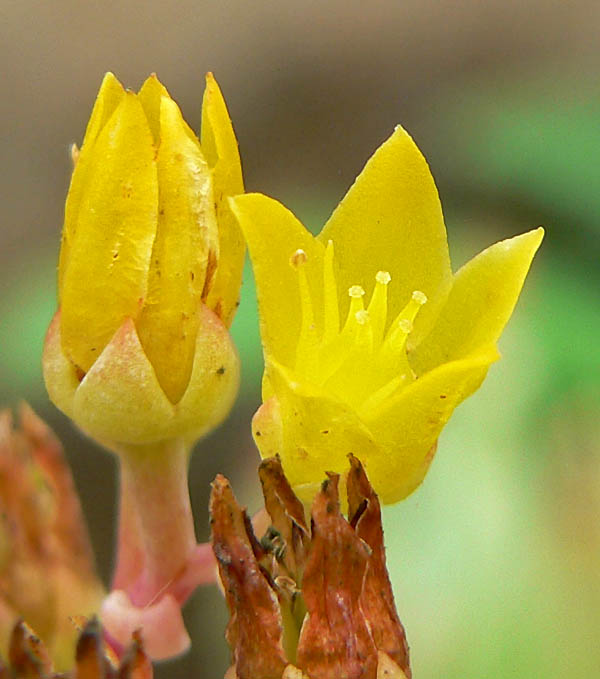